# Daredevil (komiks)
Daredevil – nazwa kilku różnych amerykańskich komiksów przedstawiających superbohatera posługującego się tym samym pseudonimem. Stanowi on tajną tożsamość niewidomego prawnika Matta Murdocka, który zyskał nadludzkie zmysły w związku z wypadkiem z udziałem materiału radioaktywnego. Wszystkie tomy są wydawane przez Marvel Comics, począwszy od oryginalnej serii, która zadebiutowała w 1964. Pierwsza seria była wydawana nieprzerwanie aż do 1998. W latach 60. komiksy pisał Stan Lee, a rysunki tworzył Bill Everett z pomocą Jacka Kirby'ego. Akcja rozgrywa się przede wszystkim w Hell's Kitchen na Manhattanie. W pierwszej serii głównym obiektem miłosnym Daredevilla była Karen Page, a przez cały czas jej trwania regularnie pojawia się również Foggy Nelson, bliski przyjaciel i wspólnik Murdocka. 